# Бельгійсько-нідерландська війна
Бельгійсько-нідерландська війна, Десятиденна кампанія (фр. La campagne des Dix-Jours, нід. Tiendaagse Veldtocht) — розпочата Оранською династією в 1831 році невдала спроба придушити Бельгійський визвольний рух і повернути Бельгію до складу Об'єднаного королівства Нідерландів. Озброєна фаза конфлікту тривала всього 10 днів.

## Виникнення конфлікту
Утворена Віденським конгресом в 1815 році нова Нідерландська держава страждала тим, що між обома його складовими частинами (Бельгія і Голландія) існувала непримиренна протилежність інтересів національності, релігії та мови. Обопільне незадоволення зростало з кожним днем і, нарешті, вибухнуло революцією і проголошенням незалежності Бельгії.
Справа в тому, що більшість населення Нідерландів становили німецькі за походженням нідерландці-протестанти. У новоствореній Бельгії абсолютно переважало католицьке населення. Релігійні відмінності між регіонами пояснювалися тим, що північні (низинні) провінції — власне Нідерланди — раніше звільнилися від панування Іспано-католицької монархії та взяли курс на релігійну Реформацію. Південні регіони країни — власне Бельгія — збереглися за іспанською короною, а потім потрапили в залежність від Франції. Більше того, у південній половині Бельгії (Валлонія) романське населення переважало ще з часів пізньої античності.
Тому розкол країни на дві частини за релігійною ознакою (протестанти і католики) всіх проблем національного самовизначення не вирішив. Однак після утворення Бельгії в них почалися тертя на етнічному та мовному ґрунті, оскільки прибули французи і французькомовні валлони, що складали урбанізовану меншість (40 %) населення країни, монополізували всю економічну і культурно-мовне життя на той момент переважно аграрної нідерландськомовної Фландрії. Розпочався процес інтенсивної галлізації Брюсселя, який був історично нідерландськомовним містом.
Король нідерландський Віллем I оголосив, що до рішення, яке буде прийнято в Лондоні конгресом великих держав, він надає Бельгію свою долю. Принц Леопольд Саксен-Кобурзький на пропозицію йому бельгійської корони надав свою згоду під умовою прийняття Бельгією 18 статей, вироблених лондонським конгресом, що укладали в собі умови розділу. Угода відбулася, принц Леопольд 21 липня урочисто в'їхав до Брюсселя. Але після цього «18 статей» були відкинуті Нідерландами, які на початку серпня 1831 рушили до Бельгії свої війська під початком принца Оранського.

## Сили сторін
Нідерландська армія складалася з 4 дивізій піхоти і 3 бригад кавалерії, які були розташовані в такий спосіб: дивізії генерала ван Гека і принца Бернгарда Саксен-Веймарського — табором біля Бреди, дивізії генералів Мейєра і Корт-Гейлігерса з бригадою кавалерії — поблизу Ейндховена, резервна кавалерія і артилерія, під керівництвом генерала Посту — в Бреді. Крім того, в Антверпені, Маастріхті, у Венло і по всьому кордону — загони нерегулярних військ чи міліції. Устя річки Шельди були прикриті ескадрою близько 40 суден, а над Антверпеном веслова флотилія капітана Копмана. Загалом, чисельність армії сягала до 70 тис., та ще було виставлено близько 25 тис. добре озброєної міліції, кінноти було близько 8 тис., у арміях було до 150 гармат.
Збройні сили Бельгії перебували у скоєному розладі, без центрального управління, внутрішньої адміністрації і без правильної організації. Війська, зібрані на кордоні, складалися з двох частин. Одна, під невідповідної назви Маасської армії, силою в 10-12 тис. чоловік, у тому числі до 3 тис. поганої кінноти, з 24 гарматами, під командуванням французького генерала Дена (Daine), була розташована біля Хасселту. Інша, Шельдська армія під керівництвом бельгійця генерала де Тікена де Терхове (MMB de Tiecken de Terhove) збиралася між Антверпеном і Мехеленом. До цієї армії були ще зараховані 12-15 тис. національної гвардії, яка складалася з добровольців, різнорідних і різнойменних ополчень і служила більше збільшенням заворушень, ніж сприянню в майбутній боротьбі. Регулярна армія була також незадовільна — найнадійніші її частини складали бельгійські солдати колишньої королівської армії, всі ж інші — чужинці і новобранці. Начальницькі особи були різних звань і народностей, що шукали пригод і військового щастя.

## Хід бойових дій
2 серпня 1831 принц Оранський з усіма своїми військами виступив у Бельгію і рушив у напрямку до Тюрнхауту. 3-го числа, після незначної справи, він зайняв цей пункт, і всі нідерландські війська (окрім дивізії Корт-Гейлігерса, направленої ліворуч для спостереження за Лімбурзькою провінцією) зосередилися близько Тюрнхауту. Таким чином, нідерландські війська швидким і одночасним вторгненням розділили бельгійські армії і могли звернутися проти будь-якої з них, або навіть рушити прямо на Брюссель.
Принц Оранський, користуючись перевагою сил, вирішив спочатку розбити Маасську армію, а потім напасти на Шельдську. З цією метою 5 серпня головні сили нідерландців, перейшовши річку Демер, розташувалися у Дисту, а ген. Корт-Гейлігерс відкинув лівий фланг супротивника від Берінга. Одночасно з цим, прикордонні нідерландські загони перейшли кордон у різних пунктах з метою відвернути увагу бельгійців.
У перші дні бельгійці обмежилися зосередженням Шельдської армії близько Ліра, а Маасську відвели до Хасселту і вкрили її за зведеними польовими укріпленнями, з метою дати тут відсіч. Король Леопольд став командувачем Шельдською армією, негайно ж розпорядився про зосередження обох армій близько Дисту, але було вже пізно, об'єднання не могло бути виконане вчасно.
Принц Оранський, маючи свої сили на колишніх місцях проти фронту і лівого флангу Маасської армії, і вважаючи, що бельгійці мають намір триматися в Хасселті, вирішив атакувати їх з фронту й обійти одночасно з лівого флангу. З цією метою, залишивши дивізію фон-Геена в Дисті для прикриття свого руху, він направив дивізію принца Саксен-Веймарського до Сінт-Трейдену, в тил ворога, а з рештою військ рушив до Хасселту і зупинився 7-го числа, не доходячи Кермпта. У цей же день генерал Ден виступив з більшою частиною своїх сил з Хасселту, атакував нідерландський авангард біля сел. Кермпа, і, відкинувши його, зайняв позицію на р. Демер. Однак, дізнавшись про рух принца Саксен-Веймарського, він у той же день відступив до Хасселта.
8 серпня нідерландська армія, продовжуючи наступ, відкинула бельгійський авангард у с. Куренти і підійшла до Хасселта. Ген. Ден, не маючи можливості триматися в місті і шкодуючи жителів від наслідків штурму, відступив 8-го числа і попрямував по дорозі до Тонгерену. Принц Оранський, зайнявши без пострілу місто, негайно ж організував переслідування. Призначена для цього кавалерійська бригада генерала Бореля наздогнала за містом бельгійську кінноту, що слідувала в великому безладді між обозами, які не встигли відправити завчасно. Тому досить було кількох пострілів, щоб звернути бельгійську кінноту у втечу. Паніка в ар'єргарді швидко передалася іншим військам, і Маасська армія, розсіялася, кинувши артилерію, обози і зброю. Лише жалюгідні залишки її зібралися за кілька днів в Льєжі.
Нідерландці, зайнявши Хасселт, тим самим відкрили сполучення з Маастріхтом, на який могли спиратися при подальших діях. Покінчивши з Маасською армією, пр. Оранський вирішив податися проти Шельдської армії. 10-го числа, залишивши в Хасселті дивізію Корт-Гейлігерса, він перевів основні сили у С.-Ірон, зайнявши авангардом Тінен. Король Леопольд, рушивши з Шельдською армією з Ліра на з'єднання з Деном, прибув 8 серпня до Арсхоту, на р. Демер, звідки міг діяти у фланг і тил пр. Оранського, але, отримавши 9 числа звістку про поразку Маасської армії, він відмовився від руху до Дисту і перейшов на дорогу до Льовена. 10 числа він зайняв сильну позицію в сел. Баутерзем, між Льовеном і Тіненом. 12-го числа пр. Оранський, слідуючи через Тінен, зустрів бельгійців на позиції. Бельгійці, атаковані з лівого флангу, очистили позиції і відступили до Льовена, де намагалися знову затриматися, проте нові атаки на їхній лівий фланг ген. фон-Геена і поява принца Саксен-Веймарського в тилу їх правого флангу змусили їх відступити і з цієї позиції. З причини того, що дороги на Вавр і Брюссель були вже зайняті нідерландцями, відступ могло бути здійснено тільки за обхідним просілковим досить важким дорогах, через Бюке і Вільборд, або через Мехелен. Нідерландці зайняли найближчі до міста висоти, звідки відкрили сильний вогонь. Частина Шельдської армії, під ком. Піелона і Клумпта, деякий час наполегливо трималася, інша ж, перемішавшись з народом, тіснилася на вулицях міста і невдовзі тікала. Принц Саксен-Веймарський, обійшовши в той же час Льовен, наближався до Брюсселя і недалеко від міста зайняв позицію на Залізній горі.

## Французьке втручання
Власне кажучи, на цьому і закінчилася війна, тому що ще при першому вторгненні нідерландців до Бельгії остання, перебуваючи в скрутному становищі щодо збройних сил, звернулася за допомогою до Франції, яка, сформувавши 50-ти тисячну армію під керівництвом маршала Етьєнна-Моріса Жерара, розташувала її вздовж бельгійського кордону: у Живе, Мобежем, Валансьєні і Ліллі. Після перших поразок бельгійських військ французька армія, за наполяганням бельгійського короля, перейшла 10 серпня кордон, а 13-го числа її авангард вже вступив до Брюсселя, одночасно з прибулими туди іншими частинами Шельдської армії. Головні сили маршала Жерара слідували через Вавр до Тінена, звідки могли загрожувати лівому флангу і навіть тилу принца Оранського. У той же час лондонською конференцією було зроблено заяву королю Віллему про бажаність припинення військових дій. Король Віллем I змушений був погодитися і розпорядився про виведення нідерландських військ з Бельгії. Слідом за тим залишила Бельгію і французька армія.

## Нотатки
1. ↑  Henri Pirenne gives an estimate of 50,000 men for the Dutch army.[1] Jeremy Black[en] provides a lower estimate of 36,000 men and 72 cannon.